# Celestino Granato Goulart
Celestino Granato Goulart ̈(nasceu em Bagé, em 1930 - faleceu em Porto Alegre, em 26 de março de 2013) foi um advogado e político brasileiro.
O Advogado e Político, Celestino Granato Goulart, foi procurador-geral do Ministério Público de Contas (MPC), Presidente da Caixa Economica Estadual/RS, Deputado estadual e Secretário de Estado/RS.
Em 2013, esteve internado no Hospital Moinhos de Vento, em Porto Alegre, por problemas de saúde e sofreu uma parada cardíaca e um acidente vascular cerebral (AVC). 
Natural de Bagé, era formado em Direito pela Pontifícia Universidade Católica do Rio Grande do Sul (PUCRS). 
Morou na cidade natal até os 13 anos, quando se mudou para Caçapava do Sul, onde iniciou a vida pública. Na cidade, foi vereador e prefeito, cargo que ocupou até ser convidado pelo governador Ildo Meneghetti a assumir a presidência da Caixa Econômica Estadual, no início dos anos 1960.
Goulart foi deputado estadual pela Arena por três legislaturas, de 1966 a 1978, e secretário estadual da Justiça no governo de Antonio augusto Amaral de Souza. 
Atuou no Ministério Público de Contas (MPC) de 1979 até 2000, quando se aposentou. Entre 1995 e 1996, presidiu a Associação Nacional do Ministério Público de Contas. Também foi professor de Direito Constitucional na Universidade de Caxias do Sul (UCS) e na PUCRS.
Ele era casado com Maria Cláudia Candenil Goulart e deixa também os filhos Heloísa Tripoli Goulart Picinini e Celestino Goulart Filho e as netas Maria Luiza e Maria Eduarda. Para o filho Celestino, ele era um líder nato e uma pessoa muito bem relacionada, que tinha amigos também na oposição, pois exercia o diálogo e defendia a conversa entre os partidos políticos. Outra paixão de Goulart era o Grêmio, do qual foi conselheiro por muitos anos.

Tinha uma Fazenda em Caçapava do Sul, onde se dedicava a criação de bovinos e principalmente de búfalos. 